# Кіровакані
Кіровакані (груз. კიროვაკანი) — село в Грузії.
За даними перепису населення 2014 року в селі проживає 331 особа.